# Albert Bandura
Albert Bandura, född 4 december 1925 i Mundare, Alberta, Kanada, död 26 juli 2021 i Stanford, Kalifornien, var en kanadensisk-amerikansk socialpsykolog. Han blev känd för sina studier av aggressivitet hos barn och unga, sitt arbete med social inlärning, social kognitiv teori och begreppet självförmåga. Självförmåga innefattar individens tilltro till sin egen förmåga.
Bandura studerade vid University of British Columbia där han 1949 tog en bachelorexamen i psykologi. Han fortsatte vid University of Iowa, där han 1951 tog en masterexamen i psykologi och 1952 en doktorsexamen i klinisk psykologi. 1953 blev han lärare vid Stanford University, och senare professor. 1974 fick han David Starr Jordan-professuren i psykologi. Han stannade vid Stanford till sin pensionering 2010.
2002 rankade tidskriften Review of General Psychology Bandura som den fjärde mest framstående psykologen under 1900-talet, bakom B.F. Skinner, Jean Piaget och Sigmund Freud.